# Micro-région de Tata
La micro-région de Tata (en hongrois : tatai kistérség) est une micro-région statistique hongroise rassemblant plusieurs localités autour de Tata.